# Bogusław Cygan
Bogusław Cygan (Ruda Śląska, 1964. november 3. – 2018. január 15.) lengyel labdarúgócsatár.
Az 1994–95-ös idényben a lengyel bajnokság gólkirálya volt.